# Mistrzostwa Świata w Szermierce 1985
Mistrzostwa Świata w Szermierce 1985 – 48. edycja mistrzostw odbyła się w hiszpańskim mieście Barcelona.

## Klasyfikacja medalowa
| Lp. | Państwo        | złoto | srebro | brąz | Razem |
| --- | -------------- | ----- | ------ | ---- | ----- |
| 1   | RFN            | 3     | 2      | 1    | 6     |
| 2   | Włochy         | 2     | 2      | 1    | 5     |
| 3   | Węgry          | 1     | 1      | 1    | 3     |
| 4   | ZSRR           | 1     | –      | 3    | 4     |
| 5   | Francja        | 1     | –      | 1    | 2     |
| 6   | Bułgaria       | –     | 2      | 1    | 3     |
| 7   | Czechosłowacja | –     | 1      | –    | 1     |

## Medaliści

### Mężczyźni
| Złoto                                                                                                | Srebro                                                                                       | Brąz                                                                                               |
| Floret                                                                                               |                                                                                              | |
| Mauro Numa                                                                                           | Andrea Cipressa                                                                              | Harald Hein                                                                                        |
| Włochy · Mauro Numa · Andrea Cipressa · Andrea Borella · Federico Cervi                              | RFN · Harald Hein · Matthias Behr · Klaus Reichert · Thorsten Weidner · Ulrich Schreck       | ZSRR · Aleksandr Romankow · Wladimer Apciauri · Anwar Ibragimow · Boris Koriecki · Andriej Kluszyn |
| Szpada                                                                                               |                                                                                              | |
| Philippe Boisse                                                                                      | Jaroslav Jurka                                                                               | Philippe Riboud                                                                                    |
| RFN · Alexander Pusch · Achim Bellmann · Volker Fischer · Thomas Gerull · Arnd Schmitt               | Włochy · Sandro Cuomo · Roberto Manzi · Stefano Bellone · Angelo Mazzoni · Maurizio Randazzo | ZSRR · Witalij Ahejew · Serhij Krawczuk · Andriej Szuwałow · Aleksandr Możajew · Mychajło Tyszko   |
| Szabla                                                                                               |                                                                                              | |
| György Nébald                                                                                        | Christo Etropołski                                                                           | Wasił Etropołski                                                                                   |
| ZSRR · Andriej Alszan · Heorhij Pohosow · Siergiej Mindirgasow · Wiktor Krowopuskow · Michaił Burcew | Bułgaria · Christo Etropołski · Wasił Etropołski · Georgi Czomakow · Marin Iwanow            | Węgry · Imre Bujdosó · Imre Gedővári · György Nébald · József Varga                                |

### Kobiety
| Złoto                                                                                          | Srebro                                                                                        | Brąz                                                                                             |
| Floret                                                                                         |                                                                                               |                                                                                                  |
| Cornelia Hanisch                                                                               | Sabine Bischoff                                                                               | Pascale Hachin                                                                                   |
| RFN · Cornelia Hanisch · Anja Fichtel · Sabine Bischoff · Susanne Lang · Zita-Eva Funkenhauser | Węgry · Gertrúd Stefanek · Zsuzsanna Jánosi · Edit Kovács · Zsuzsanna Szőcs · Katalin Győrffy | ZSRR · Walentina Sidorowa · Olga Wieliczko · Olga Woszczakina · Marina Sobolewa · Irina Uszakowa |